# Prima guerra dei baroni
La prima guerra dei baroni (1215–1217) fu una guerra civile nel regno d'Inghilterra combattuta dalle forze di alcuni baroni inglesi ribelli contro re Giovanni, coadiuvate da un corpo di spedizione straniero.

## Il periodo storico

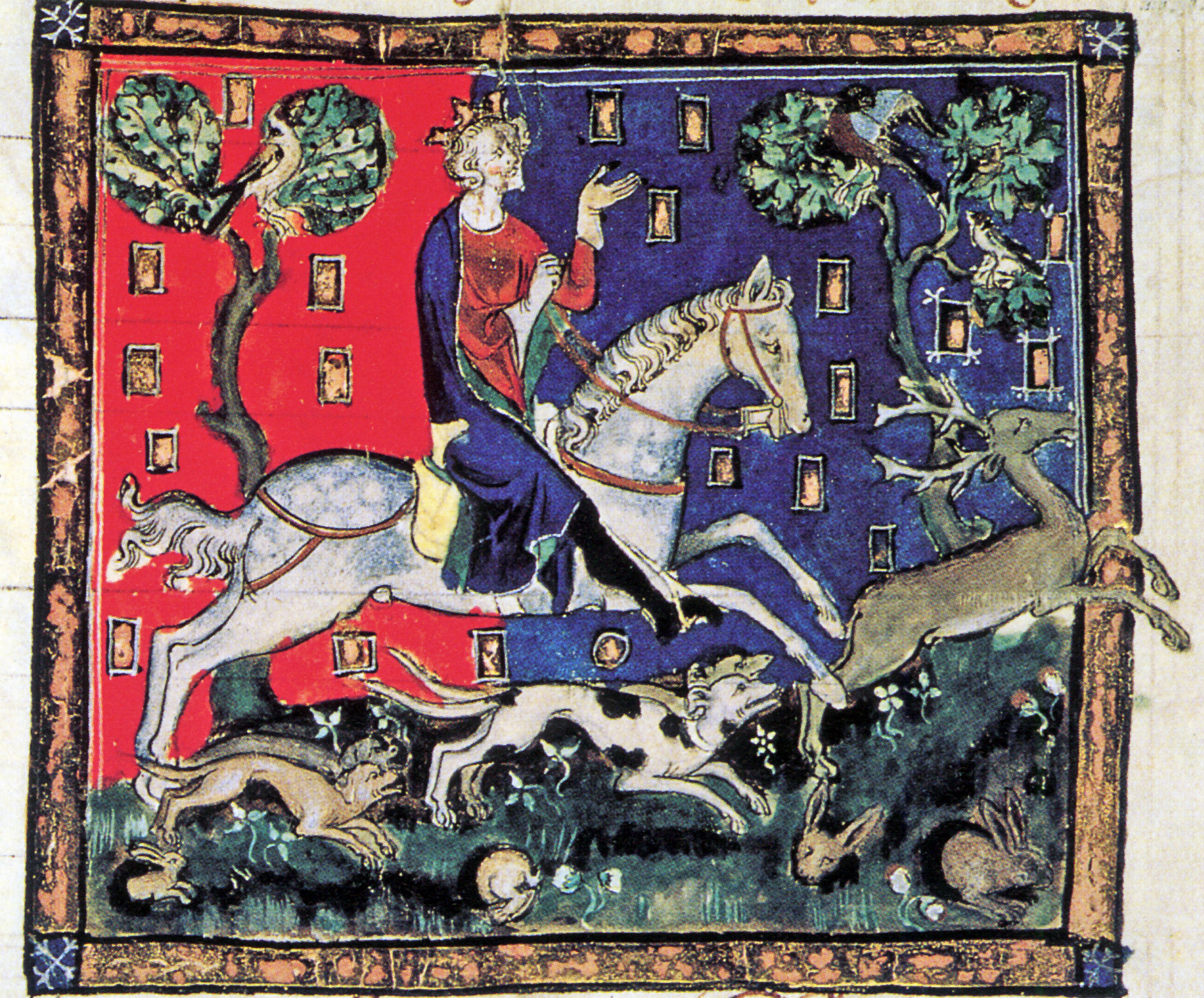
Re Giovanni d'Inghilterra mentre si dedica alla Caccia al cervo, manoscritto miniato del XIV secolo

Re Giovanni d'Inghilterra nel 1215 era stato obbligato da un gruppo di potenti baroni del regno, stanchi del dispotismo del re, a promulgare la Magna Carta. "La legge della terra" era una delle parole d'ordine della Magna Carta, in contrapposizione all'assolutismo monarchico. La Magna Carta conteneva leggi che nessun sovrano medievale avrebbe potuto accettare, a meno di perdere di fatto il proprio potere; tra queste, la clausola 61 (la "clausola di sicurezza") che permetteva ad un gruppo di venticinque baroni di privare il re del potere con l'uso della forza in ogni momento. Dopo alcuni mesi di incerte trattative nell'estate del 1215, la guerra fra i baroni ed i sostenitori del re scoppiò apertamente.

## Cronologia degli eventi

### Il ruolo di Luigi VIII

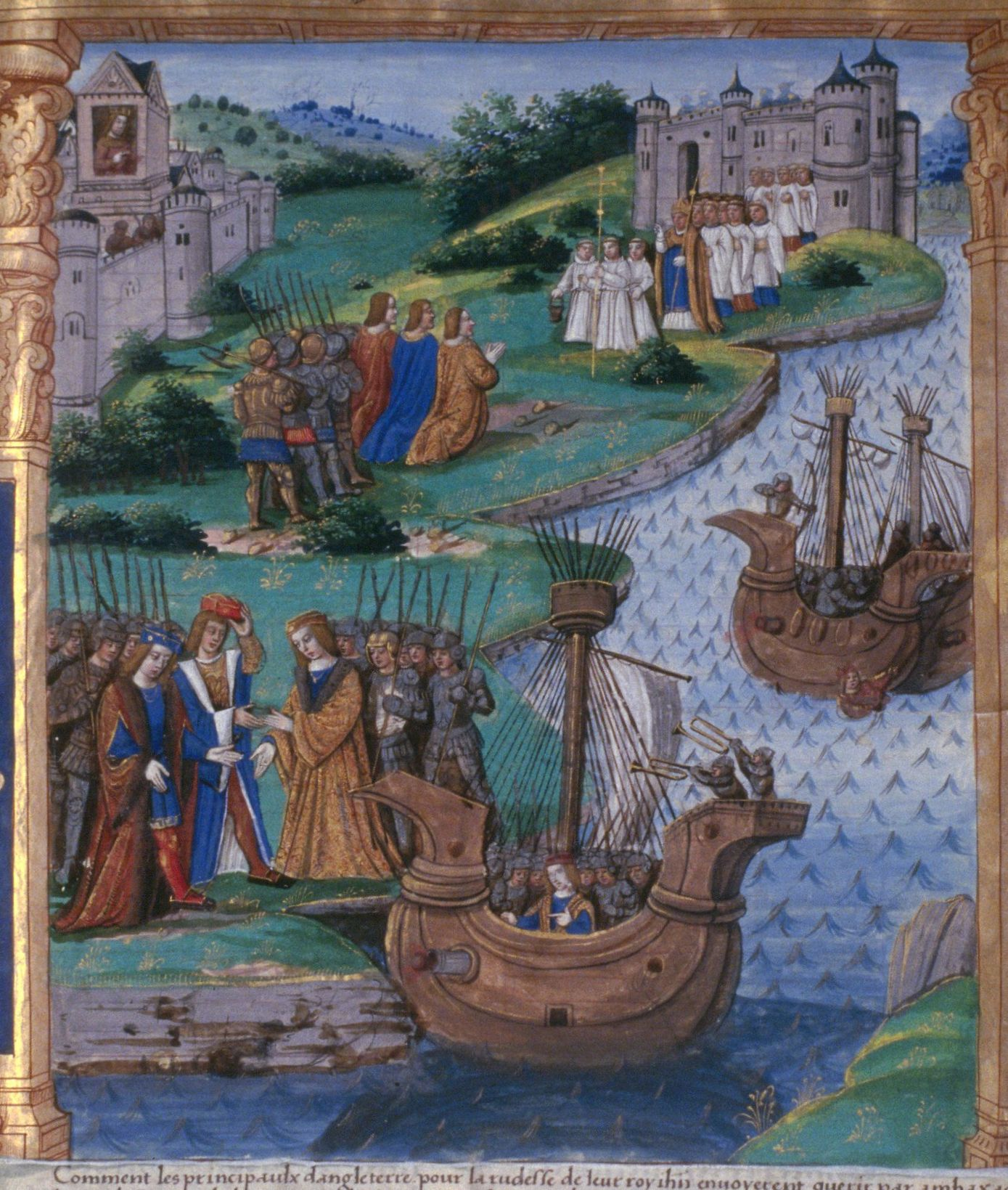
Il futuro Luigi VIII di Francia arriva a Londra

Il motivo della guerra era la Magna Carta, ma presto il conflitto divenne anche dinastico: i baroni cercavano un re potente, e la loro scelta cadde sul principe francese Luigi (il futuro Luigi VIII), figlio ed erede del re di Francia Filippo Augusto. L'invasione normanna si era verificata solamente 150 anni prima, e le relazioni fra Francia ed Inghilterra non erano così tese come sarebbero in seguito diventate. Nel documento contemporaneo chiamato annali di Waverley non appare paradossale l'affermazione che Luigi venne invitato «per evitare che il regno cadesse in mani straniere».
All'inizio della guerra, nel novembre del 1215, Luigi si limitò ad inviare un contingente di cavalieri per difendere Londra; tuttavia, malgrado le resistenze del re di Francia e di papa Innocenzo III, intraprese una spedizione il 21 maggio del 1216, sbarcando il giorno successivo con le proprie truppe sulle coste del Kent. Re Giovanni decise di scappare nella capitale sassone, Winchester, cosicché Luigi non trovò resistenza nella sua marcia verso Londra, dove venne proclamato re (ma non incoronato) dai baroni e dai londinesi nella cattedrale di Saint Paul. Molti nobili, fra i quali re Alessandro II di Scozia gli resero omaggio, e molti dei sostenitori passarono dalla parte dei baroni. Giraldo del Galles sottolineò «La follia della schiavitù è finita, il tempo della libertà è giunto, i colli inglesi sono liberi dal giogo». Il 14 giugno Luigi catturò Winchester, che Giovanni aveva già abbandonato e presto conquistò metà del regno inglese.

### Il primo assedio di Dover

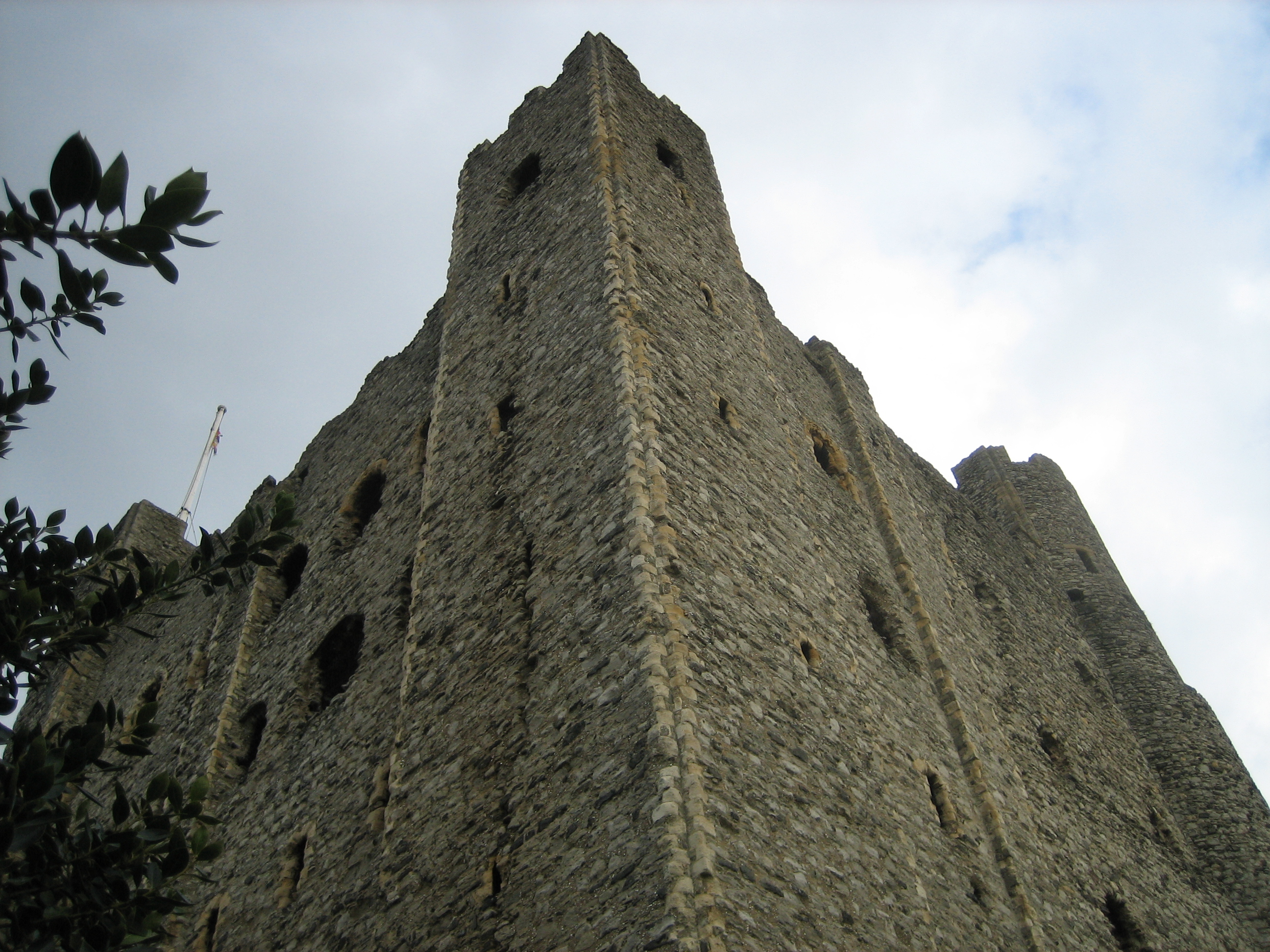
Rochester, la torre circolare (a destra), in contrasto con le torri quadrate (al centro ed a sinistra)

Nel frattempo, Filippo II di Francia esortò il figlio a conquistare il punto chiave dell'Inghilterra: Dover. Il castello di Canterbury e quello di Rochester, le rispettive città e gran parte del Kent erano già sotto il controllo di Luigi; ma quando questi si apprestò ad attaccare il castello di Dover il 25 luglio, trovò ad attenderlo Hubert de Burgh, che aveva difeso con successo il castello di Chinon nel 1205 ed aveva a disposizione una nutrita guarnigione.
Il primo assedio cominciò il 19 luglio, con Luigi che conquistò l'altipiano a nord del castello, senza riuscire tuttavia a sfondare i cancelli del castello, mentre i difensori rinforzavano le brecce nelle mura con travi di legno (dopo l'assedio il debole cancello settentrionale venne bloccato e vennero scavati tunnel in quell'area, verso la torre di san Giovanni, e vennero costruiti due nuovi cancelli). Dopo tre mesi di assedio, e con gran parte delle sue forze impegnate nell'assedio, Luigi ottenne una tregua il 14 ottobre e poco dopo tornò a Londra.

### Gli assedi di Windsor e Rochester
L'unico castello ad aver resistito a Luigi, oltre a Dover, era quello di Windsor, dove sessanta cavalieri resistettero ad un assedio di due mesi, nonostante le numerose perdite ed i danni nella parte inferiore (riparata poco dopo, nel 1216, da Enrico III, che rinforzò ulteriormente il castello costruendo il muro ovest, gran parte del quale sopravvive oggi); questo probabilmente perché il castello era già stato assediato dai baroni nel 1189, meno di trent'anni prima.
Nel 1206, Giovanni aveva speso 115 sterline per riparare il castello di Rochester, e l'aveva preventivamente tenuto per sé nell'anno di negoziati per la Magna Charta, ma i termini della Charta l'avevano obbligato ad affidarlo in custodia a Stephen Langton, arcivescovo di Canterbury, nel maggio 1215.  I baroni ribelli avevano inviato truppe al comando di William d'Aubigny, I conte di Arundel, ed il conestabile Reginald de Cornhill gli aprì i cancelli del castello. Quindi nell'ottobre 1215, durante la sua marcia da Dover a Londra, Giovanni trovò Rochester sulla sua strada, ed iniziò ad assediarla di persona.
I ribelli attendevano rinforzi da Londra, ma Giovanni interruppe le linee di comunicazione della città, respingendo una sortita tentata da Robert Fitzwalter. Inoltre saccheggiò la cattedrale di Rochester, impossessandosi di ogni cosa di valore ed utilizzandola come stalla per i propri cavalli, in spregio di Langton. Vennero mandati ordini agli abitanti di Canterbury:
Vennero quindi costruite cinque macchine d'assedio per abbattere le mura. Il castello fu preso però solamente per fame il 30 novembre; nonostante avesse fatto preparare un patibolo, Giovanni venne convinto a mostrare clemenza per i baroni catturati, limitandosi ad imprigionarli.
Giovanni morì l'anno successivo, cosicché toccò ad Enrico III riparare il castello, per una spesa complessiva di 1000 sterline per la ricostruzione ed il potenziamento del maniero, oltre che per la costruzione di una nuova cappella; una delle caratteristiche visibili ancora oggi è la torre sud-est, costruita con gli accorgimenti migliori dell'epoca con una forma circolare per deflettere meglio i colpi delle macchine d'assedio (si veda l'immagine).

### La morte di Giovanni
Il 18 ottobre 1216 Giovanni morì nel Lincolnshire, e con lui venne meno la ragione principale della guerra; Luigi appariva allora una minaccia agli interessi dei baroni molto maggiore rispetto al figlio di Giovanni, di soli nove anni. Pierre des Roches, vescovo di Winchester ed un certo numero di baroni spinsero per incoronare Enrico re d'Inghilterra. Londra era in mano a Luigi (era la sede del suo governo), e non poteva quindi essere teatro dell'incoronazione, che avvenne il 28 ottobre 1216 nella cattedrale di Gloucester, alla presenza del legato pontificio, Guala Bicchieri (vescovo di Vercelli). Il 12 novembre la Magna Charta venne nuovamente promulgata, ma senza alcune clausole, tra le quali la numero 61, ad opera di Guglielmo il maresciallo, reggente per il giovane Enrico. Grazie all'opera del reggente, il re guadagnò consensi fra i baroni, ed ottenne l'appoggio del papa, che aveva già scomunicato Luigi.

### La sconfitta di Luigi

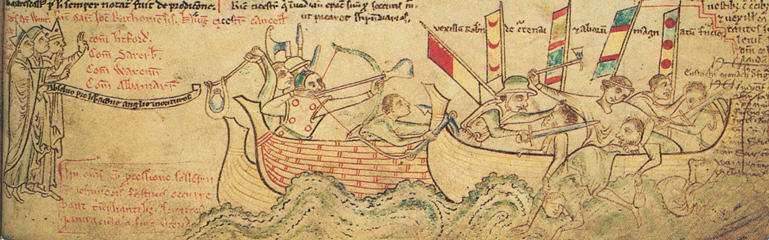
La battaglia di Sandwich, illustrazione che mostra la cattura dell'ammiraglia francese e l'uccisione di Eustachio il Monaco

Le fazioni si scontrarono per quasi un anno; il 6 dicembre 1216 Luigi conquistò il castello di Hertford, permettendo ai difensori di abbandonarlo con i propri cavalli e le armi, e di lì a poco il Castello di Berkhamsted, concedendo nuovamente ai difensori il permesso di ritirarsi. Il 12 maggio dell'anno successivo Luigi rinnovò l'assedio a Dover, che gli tagliava i rifornimenti con la madrepatria.
L'assedio tuttavia impegnò Luigi al punto che Guglielmo il Maresciallo e Falkes de Breaute riuscirono ad infliggere una pesante sconfitta ai baroni fedeli a Luigi al castello di Lincoln il 15 maggio o il 20, in quella che venne ricordata come seconda battaglia di Lincoln. Mentre Guglielmo preparava l'assedio di Londra, Luigi subì ulteriori sconfitte (navali), nella battaglia di Dover ed in quella di Sandwich (combattute nello stretto di Dover), quest'ultima ad opera di Hubert de Burgh. Il convoglio con i rinforzi guidati da Eustachio il Monaco venne distrutto, rendendo impossibile per Luigi continuare a combattere.

### La pace
Dopo un anno e mezzo di guerra, la maggior parte dei baroni ribelli aveva abbandonato Luigi, che si vide costretto ad abbandonare le sue mire al trono d'Inghilterra firmando il trattato di Lambeth l'11 settembre 1217. Luigi accettò una cifra simbolica per abbandonare i propri possedimenti inglesi e tornare in patria. Anche se non compare nel trattato, viene spesso riportato che Luigi avrebbe convinto il re di Francia a concedere ad Enrico quello che lui stesso aveva conquistato a Giovanni.

## Luigi è stato un re inglese?
Dal momento che altri re inglesi come Edoardo V e Edoardo VIII non vennero incoronati ma solo proclamati, ma soprattutto poiché Luigi occupò tanti territori inglesi da essere riconosciuto dai baroni inglesi così come dal re di Scozia, Luigi può essere a buon diritto annoverato fra i sovrani d'Inghilterra.